# خالد جميل
خالد جميل (21 أبريل 1977 مدينة الكويت الكويت - ) هو لاعب كرة قدم كويتي يلعب كلاعب وسط.

## روابط خارجية
- خالد جميل على موقع قاعدة بيانات كرة القدم.إي يو (الإنجليزية)
- خالد جميل على موقع ناشيونال فوتبول تيمز (الإنجليزية)
- خالد جميل على موقع Soccerway.com (الإنجليزية)
- خالد جميل على موقع عالم كرة القدم.نت (الإنجليزية)
- خالد جميل على موقع GSA (الإنجليزية)